# Matej Basarab
Matej Basarab (romunsko Matei Basarab [maˈtej basaˈrab]) je bil od leta 1632 do 1654 vlaški knez, *  1580, Brâncoveni, Oltenija, † 9. april 1654, Târgoviște. 

## Vladanje
Matej je velik del svoje vladavine preživel v bojih z napadalci iz Moldavije, katere je uspešno premagal leta  1637, 1639 in 1653.  Bil je razsvetljen vladar, znan po uvedbi prve tiskarske stiskalnice v Vlaški leta 1634, prvem vlaškem zakoniku in pokroviteljstvu nad umetnostjo in vero. Bil je ustanovitelj prve višje šole v svoji kneževini. Zgradil je več kot 45 cerkva in samostanov, s čimer se lahko primerja s  slavnim moldavskim vladarjem Štefanom Velikim.
Njegova izvolitev leta 1632 je pomenila prvo izjemo od ustaljenih navad imenovanja knezov: bil je samo bojar iz rodbine Craioveşti, v nobenem sorodu s predhodnimi vlaškimi knezi, čeprav ima nekaj podobnosti z Mihaelom Hrabrim. Razlog za izvolitev  je mogoče pojasniti kot odziv domačih bojarjev na konkurenco vsiljenih Grkov in Levantincev. Okoliščine bi lahko bile razlog tudi  za njegov priimek Basarab, s katerim je ponaredil svoje poreklo. 
Matejeva vladavina sovpada z zadnjo stopnjo razpada malega plemstva, ki je bil posledica  političnega pritiska bojarjev in drastičnih gospodarskih sprememb. Isti glavni vzrok je imel verjetno tudi upor sejmenov med vladavino  Konstantina Şerbana.
Zgleda, da je Matej Basarab načrtoval osamosvojitev izpod osmanske oblasti in prevzem oblasti nad Moldavijo. Vzdrževal je tesne stike z ambicioznim, močnejšim in bolj samostojnim osmanskim podložnikom, transilvanskim vladarjem Jurijem II. Rákóczijem.
Poročen je bil z Eleno Năsturel.

## Zakoni in reforme
Matej  Basarab in njegov sodobnik, moldavski knez Vasilij Lupu, sta zaslužna za uvedbo prvih pisnih zakonikov v svojih kneževinah. Oba skoraj identična zakonika nista bila v neskladju z običaji in sta bila bolj ali manj samo romunska prevoda rimskega običajnega prava (pravile), ki je bilo v veljavi že pred tem.  Basarabova zakonika sta imela naslova Pravila de la Govora (Govorski zakonik) in Pravila lui Matei Basarab (Zakonik Mateja Basaraba). Slednji je bi znan tudi kot  Îndreptarea Legii   - Popravljeni  zakonik. Objavljena sta bila leta 1640 oziroma 1652.

## Vir
- Gheorghe I. Brătianu. Sfatul domnesc și Adunarea Stǎrilor în Principatele Române, Bukarešta, 1995.

| Matej Basarab Rodbina CraioveştiRojen: 1580 Umrl: 9. april 1654 |                       |                              |
| Vladarski nazivi                                                |                       |                              |
| Predhodnik: Radu Iliaș                                          | Vlaški knez 1632–1654 | Naslednik: Konstantin Șerban |